# Bugatti
Bugatti Automobiles S. A. S. (comúnmente conocido como Bugatti) es un fabricante de automóviles superdeportivos y de carreras con sede en Molsheim, Francia. Fue fundada originalmente en 1909 por Ettore Bugatti (1881-1947).
Con el lema de "Nada puede ser demasiado hermoso, nada puede ser demasiado costoso", los miembros de la familia Bugatti: Ettore; su hermano Rembrandt Bugatti, quien fue el escultor de la célebre mascota del Type 41 Royale, "el elefante"; y su hijo Jean, un talentoso diseñador y piloto, diseñaron y construyeron durante 30 años una serie de automóviles lujosos que destacaron tanto por su rendimiento como por su diseño.
En noviembre de 2021, la compañía fue adquirida por el grupo Bugatti Rimac.

## Historia

### Ettore Bugatti
El fundador Ettore Bugatti nació en Milán, Italia y la compañía de automóviles que lleva su nombre fue fundada en 1909 en Molsheim, ubicada en la región de Alsacia, que fue parte de Imperio alemán desde 1871 hasta 1919. La compañía era conocida tanto por el nivel de detalle de la ingeniería de sus automóviles, como por la elegante forma en que se ejecutaban los diseños, dada la naturaleza artística de la familia de Ettore. Su padre, Carlo (1856-1940), fue un importante diseñador de muebles y joyas de estilo modernista.

### Período entreguerras

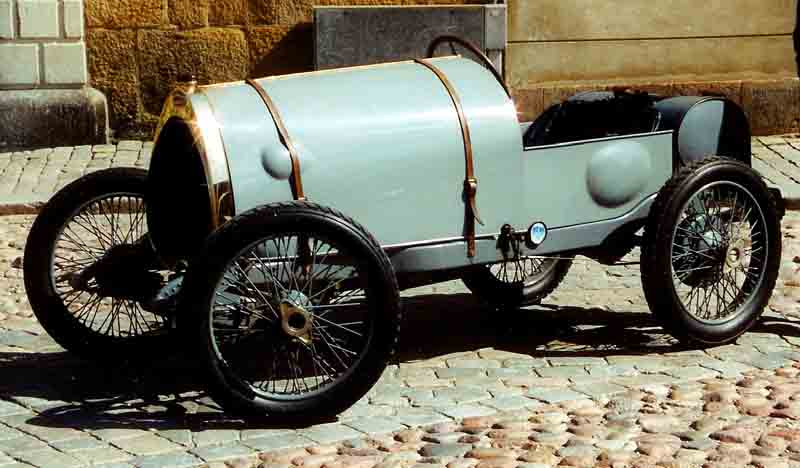
Type 13 Brescia Sport-Racing de 1922.

La vocación deportiva de la empresa comenzó a hacerse patente muy pronto y así, en 1912, el Type 13 acaparó los cuatro primeros lugares en el Gran Premio de Brescia. Entre 1927 y 1933, Bugatti fabricó seis unidades de su modelo Type 41 Royale, el automóvil más lujoso de aquella época, una colosal limusina de 6,4 m (21') de largo equipada con un motor de 12,7 litros (775 plg³) con 300 CV (296 HP; 221 kW). En 1935, Jean Bugatti presentó el Type 57, considerado un hito en la historia automotriz. Otros diseños notables incluyeron al Type 57 Atlantic Coupe de 1936. En 1939 fallecería Jean en un accidente mientras probaba un prototipo, despojando a la firma del heredero más cualificado para suceder a su padre al frente de la empresa. Ese mismo año, la Segunda Guerra Mundial provocó el cierre de la fábrica, pues los alemanes la confiscaron después de ocupar territorio francés, obligando a Ettore Bugatti a refugiarse en Italia.
A finales de la Segunda Guerra Mundial la marca, como otras del sector, conoció dificultades económicas y no pudo recuperar el esplendor alcanzado en los años 1920 y 30, pero su prestigio mantuvo el interés por relanzarla como competidora de Maserati o Alfa Romeo durante los años 1950 y 1960.

### Crisis
Concluida la Guerra se libró una dura lucha para recuperar la fábrica. Apenas un mes después de la devolución en 1947, Ettore Bugatti murió, liquidando toda posibilidad de volver a las gloriosas épocas de antaño. Su hijo menor, Roland, se hizo cargo del negocio y, en 1956, lanzó el Type 251, que se convertiría en un fracaso, significando de paso la quiebra de la empresa, que vería cerradas sus puertas por un lapso de 35 años.

### Resurgimiento italiano
En 1991, el empresario italiano Romano Artioli compró el nombre de Bugatti, lo único que hasta entonces quedaba de la marca e instaló una fábrica en Campogalliano, Italia. Se lanzó el EB110, el coche más rápido de su época, pero su limitado presupuesto le impidió a la nueva fábrica ampliar sus horizontes y tuvo que cerrar nuevamente sus puertas cuatro años después.

### Adquirida por Volkswagen

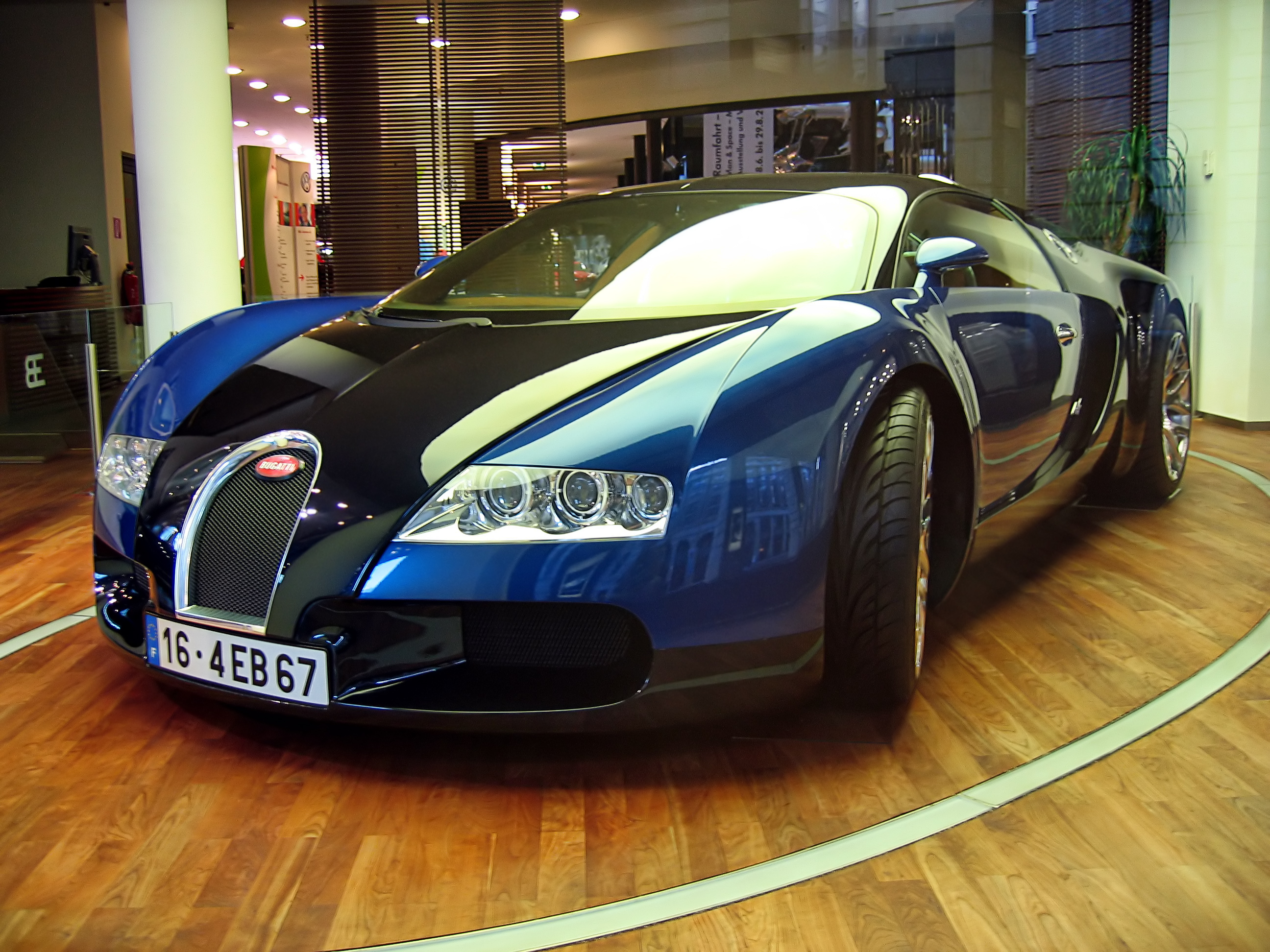
Veyron 16.4.

Desde los años 1980 esta marca fue gestionada por la empresa Bugatti Automobili S.p.A. que adquirió también Lotus Cars, hasta que tras ser comprada en 1998 por el Grupo Volkswagen, se constituyó en empresa de capital francés en el año 2000 con la denominación de Bugatti Automobiles S.A.S. con base en Molsheim.
En 1998, el Grupo Volkswagen le compra la marca a Artioli, siguiendo y ampliando la tendencia de crear superdeportivos pero sin pasar todavía de la etapa de prototipo. Este consorcio estableció una planta en Molsheim, en la región de Alsacia, Francia, lugar en donde operó la fábrica original.
En el Salón del Automóvil de Ginebra de 2002 se presentó el primer prototipo de automóvil de calle más rápido del mundo: el Veyron EB 16.4, con un W16 de 7993 cm³ (8 L; 487,8 plg³) que desarrollaba 1001 CV (987 HP; 736 kW) de potencia. Los representantes de Bugatti hablaban de una producción estimada de 50 unidades al año de este superdeportivo, que estaba disponible desde 2005 y se aceptaban pedidos a través de canales exclusivos.
En 2007 Bugatti fabricó 88 unidades del Veyron. Esta cifra representaba un aumento de 100% con respecto a 2006 (44 unidades). En 2008 se presentó la versión descapotable Grand Sport.
A mediados del año 2010, Bugatti lanzó el automóvil de serie más rápido y potente del mundo: la versión Super Sport del Veyron con el mismo W16, pero que, a diferencia de los anteriores, entregaba 1200 CV (1184 HP; 883 kW) que alcanzaba una velocidad superior a los 431 km/h (268 mph), imponiendo así un nuevo récord mundial que pondría a la marca francesa a la cabeza en cuanto a potencia y velocidad de serie se refiere.
En agosto de 2019, el fabricante volvió a romper el récord de velocidad superando las 300 mph (483 km/h) con un Chiron modificado, alcanzando una velocidad máxima de 490,48 km/h (304,77 mph).

### Era Bugatti Rimac
En noviembre de 2021, la compañía se convirtió en parte de Bugatti Rimac, una empresa conjunta entre Rimac Automobili y Porsche AG. Desde el 1 de noviembre de 2021, ha sido liderada por Mate Rimac como director ejecutivo.

## En competición

### Grandes Premios
Tanto por su innovación como por sus muchos años de experiencia, Bugatti con su azul tradicional fue una marca muy respetada y admirada que rivalizaba con las marcas más emblemáticas de la época en cuanto a estilo y deportividad. Una marca que a pesar de ser francesa, fue fundada en una zona de Alsacia que entonces formaba parte de Prusia, por Ettore Bugatti, de ascendencia italiana.
En el año 1921 dos Bugatti T13 participaron en la " I CURSA INTERNACIONAL DE VOITURETTES " Gran Premio de la Penya Rhin. Disputado en el Circuito de Vilafranca del Penedès. Luciendo el color negro, que les había correspondido en el sorteo previo a la carrera. Ambos coches subieron al podio, en primera y segunda posición. El coche ganador fue pilotado por Pierre de Vizcaya y en segunda posición por Pere Monés Maury.
El Type 32 fue diseñado y fabricado en 1923. Conocido como el "tanque de Tours", el T32 contaba con una carrocería con un primer intento de aerodinámica para reducir la resistencia del aire, idea con la que Bugatti empezó a experimentar a principios de la década de los años 20 con un coche carenado que se aprovecharía de una resistencia del aire reducida y un peso relativamente ligero. Pero esta idea no tuvo éxito alguno en el Type 32, que solo disputó una carrera, el Gran Premio de Francia de 1923, disputado en Tours. Fue una carrera de 35 vueltas a un trazado de casi 23 km para llegar a un total de 800 km de distancia del Gran Premio. Ernest Friderich fue el único piloto en llevar el Type 32 a la línea de meta y lo hizo en tercera posición, lo que puede considerarse como un éxito a medias. El mal rendimiento de aquel T32, que montaba un novedoso sistema hidráulico para los frenos delanteros, hizo que Bugatti desestimara el proyecto y se centrara en sus siguientes máquinas.

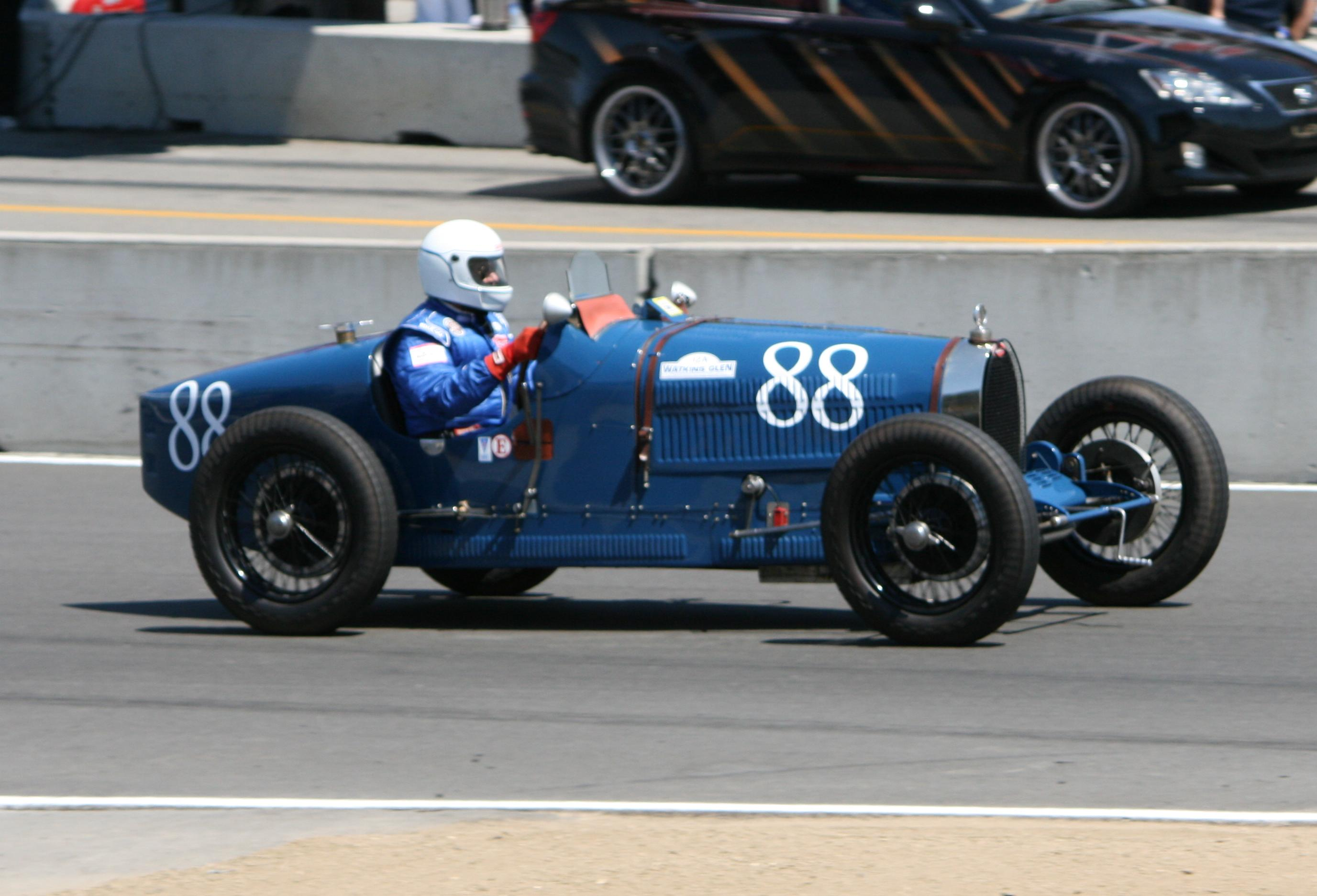
Type 35A.

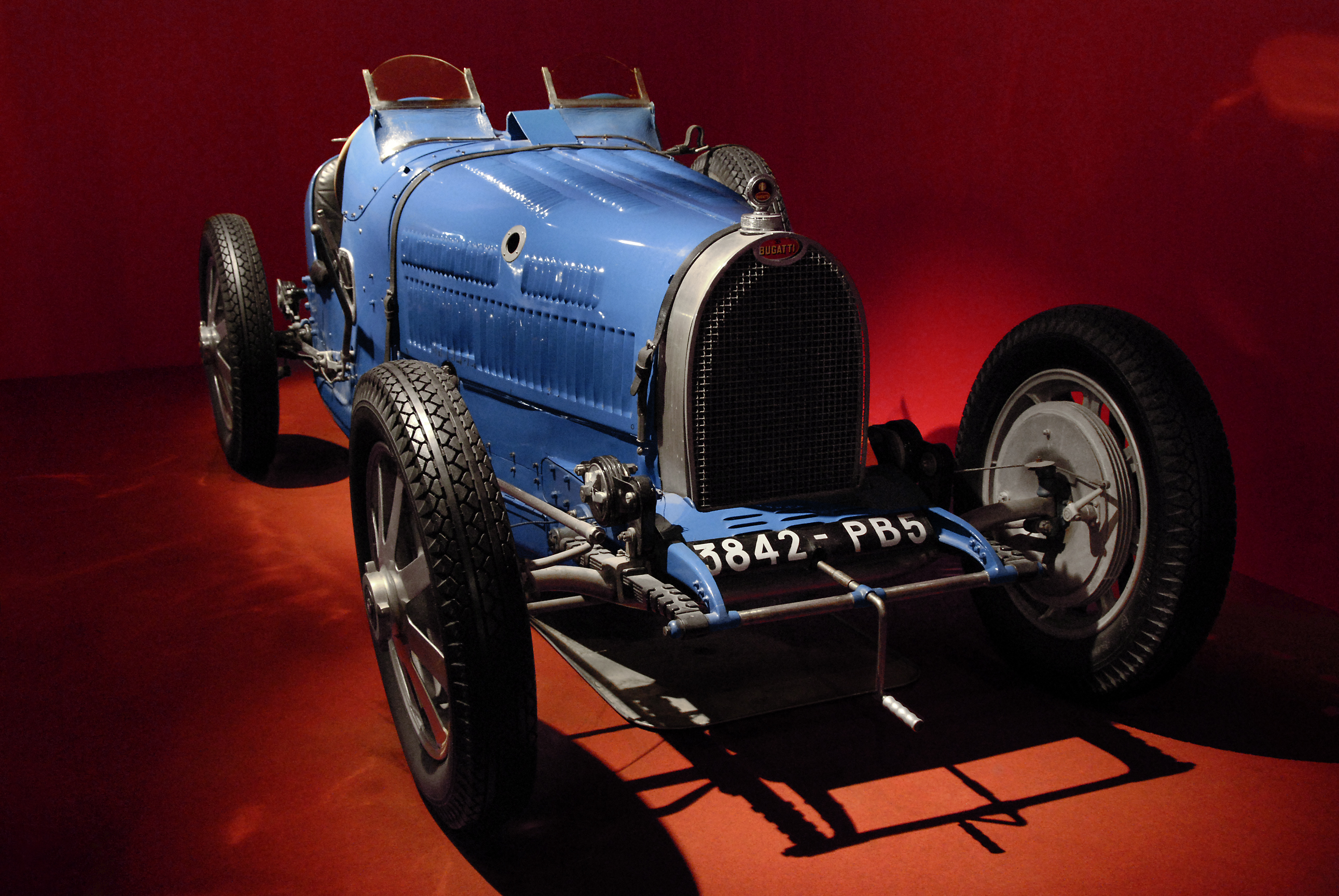
Type 35B.

El Type 35 fue el coche más exitoso en las carreras para Bugatti e indudablemente uno de los más exitosos de toda la historia del automovilismo, con un total de victorias que excede el millar (en sus mejores tiempos, el T35, que participaba en un sinfín de carreras, conseguía la abrumadora media de 14 victorias por semana). Entre estas, está el éxito en el Campeonato Mundial de Fabricantes de 1926 y las cinco victorias consecutivas en la Targa Florio, de 1925 a 1929.
También fue el modelo que venció en el primer Gran Premio de Mónaco, disputado en 1929, con William Grover-Williams al volante. Hubo muchísimas versiones del Type 35, empezando por la primera evolución, llamada Type 35A, la Type 35B, y las versiones T35C y T35T. Los modelos Type 37 y Type 39 eran esencialmente el mismo coche con un nuevo motor, que llevaba la potencia bastante más allá de los 90 caballos que había tenido la primera versión.
Los T35 y sus derivados seguirían ganando en Bélgica, Mónaco, Checoslovaquia, Italia y España durante varios años, demostrando que no en vano Bugatti había dado con exactamente lo necesario para vencer en cualquier circunstancia. Además, los chicos de la marca francesa podían vanagloriarse de tener el único coche del momento que podía competir en las carreras pero también circular por las calles y venderse a particulares.
El Type 57 fue una creación de Jean, hijo del fundador, que además buscó basarse en conceptos que la propia marca había explorado en el pasado, aunque sin el éxito deseado. El Type 57 reutilizaba el motor de otro modelo, pero con una concepción totalmente distinta, basada en el T32 con un diseño aerodinámico. Ese fue el gran éxito del Type 57, que tras aprovechar lo que nadie había aprovechado anteriormente, ganó las 24 Horas de Le Mans de 1939.
Todo iba bien para la marca, que estaba creciendo a pasos de gigante. Sin embargo, el propio Jean Bugatti se subió al coche ganador para realizar unas pruebas en una carretera cerrada, pero tras tener que realizar un giro brusco para evitar a un ciclista ebrio que se había colado al tramo de ensayos, sufrió un accidente y falleció a la temprana edad de 30 años. Fue un duro golpe para una marca que entonces necesitaba más que nunca a uno de sus hombres clave, que con el T57 había dado un nuevo salto de calidad.
Esa victoria en Le Mans, con los míticos Jean-Pierre Wimille y Pierre Veyron compartiendo el volante, fue la última de Bugatti, que no supo recuperarse de la pérdida del hijo del fundador. A pesar de ello, sus modelos siguieron destilando clase en la calle y el Type 57 Atalante llegó a ser uno de los más famosos de toda la historia de la marca, junto al Type 35 que tantos éxitos había cosechado en los circuitos pero que tan apreciado había sido fuera de ellos también.

#### Participaciones
| - Gran Premio de Mónaco: 1929, 1930, 1931, 1933 - Gran Premio de Italia: 1926, 1928 - Gran Premio de Bélgica: 1930, 1931, 1934 - Gran Premio de Francia: 1926, 1928, 1929, 1930, 1931, 1936 - Gran Premio de Alemania: 1929 - Gran Premio de España: 1926, 1928, 1929 - Gran Premio de Europa: 1926, 1928, 1930 - Gran Premio de Marruecos: 1926, 1928, 1931, 1932 | - Gran Premio de Checoslovaquia: 1930, 1931, 1932 - Gran Premio de Trípoli: 1926, 1927, 1928, 1933 - Gran Premio de Roma: 1925, 1926, 1927, 1928 - Gran Premio de Cominges: 1926, 1927, 1928, 1929, 1930, 1936 - Coppa Ciano: 1922 - Coppa Acerbo: 1926 - Gran Premio de San Sebastián: 1926, 1927, 1928, 1929 - Gran Premio del Marne: 1926, 1927, 1928, 1929, 1930, 1931, 1936, 1937 |

### Fórmula 1

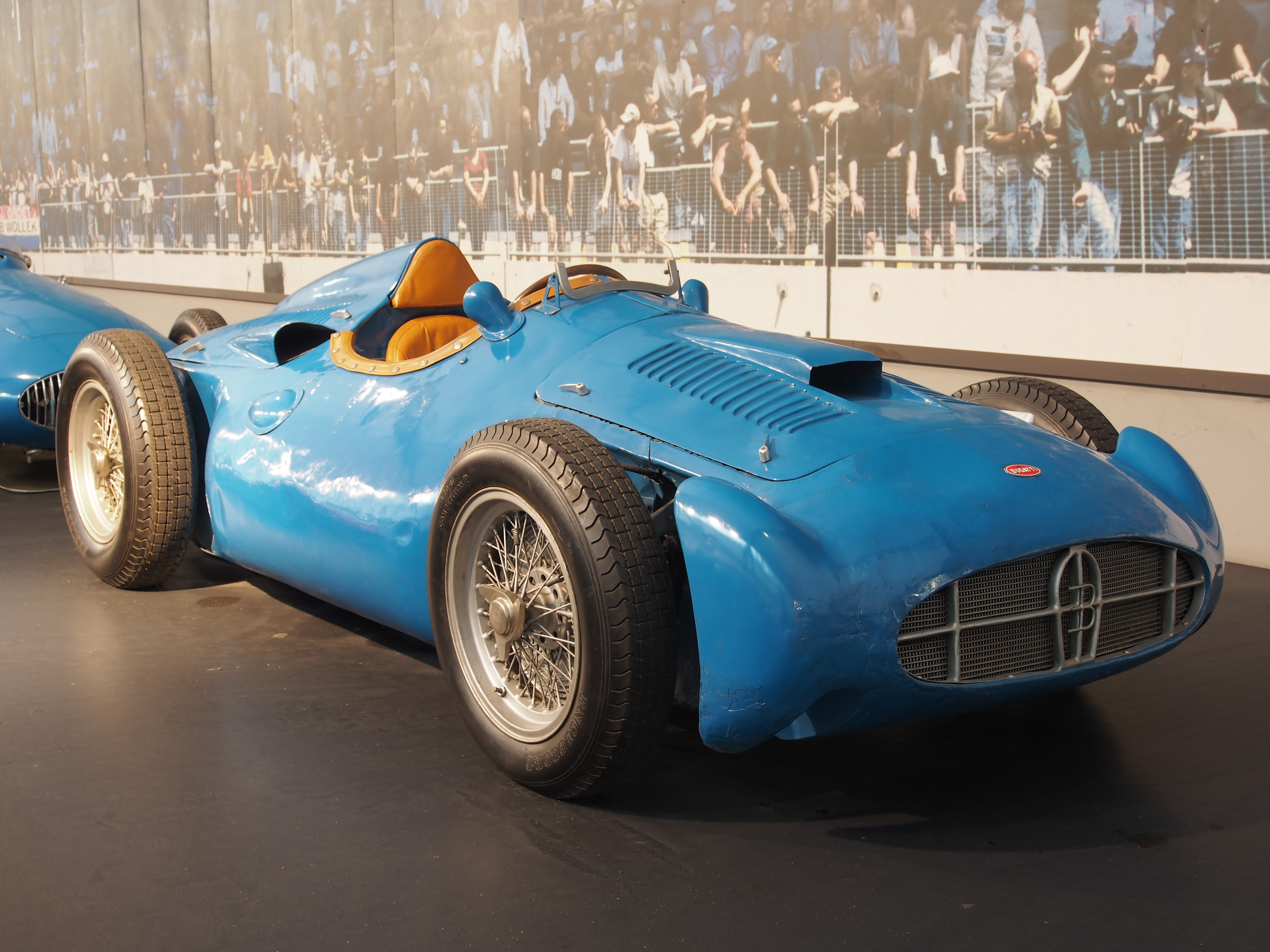
Type 251 de 1956

El tiempo dejaba a Bugatti fuera de onda en términos de carreras, pero en los años 1950 se realizó un último intento tan desesperado como serio. La marca francesa, dirigida por Roland Bugatti, se hizo con los servicios de Gioacchino Colombo, conocido por su tiempo en Ferrari y le pidió que diseñara un Bugatti para participar en la Fórmula 1. El nuevo coche, el Type 251, tenía un novedoso tipo de suspensiones y un motor de ocho cilindros en línea montado transversalmente detrás del piloto.
Cuando el monoplaza estuvo finalizado, se inició el programa de pruebas desde principios de 1956 y el equipo convenció al veterano Maurice Trintignant, ganador del Gran Premio de Mónaco del año anterior con Ferrari, para que disputara su carrera de casa con un equipo de casa. Maurice Trintignant pilotó el Bugatti en el debut de la marca en el Gran Premio de Francia de 1956, en el circuito de Reims.
Clasificado en decimoctava posición (sobre veinte) en los entrenamientos clasificatorios, el coche no fue competitivo en ningún momento y tras dieciocho vueltas, un problema en el acelerador lo dejó fuera de carrera. El proyecto del Type 251 quedó aparcado para siempre al darse cuenta Bugatti de que no tenían los medios necesarios para hacer evolucionar un coche tan lento, y prefirieron retirarse de la competición.
(Clave) (negrita indica pole position) (cursiva indica vuelta rápida)

| Año                                                              | Chasis   | Motor  | Neu. | N.º | Pilotos             | 1   | 2   | 3   | 4   | 5   | 6   | 7   | 8   | Pos. | Puntos |
| ---------------------------------------------------------------- | -------- | ------ | ---- | --- | ------------------- | --- | --- | --- | --- | --- | --- | --- | --- | ---- | ------ |
| 1956                                                             | Type 251 | 2.5 L8 | D    |     |                     | ARG | MON | 500 | BEL | FRA | GBR | GER | ITA | -*   | -*     |
| 1956                                                             | Type 251 | 2.5 L8 | D    | 28  | Maurice Trintignant |     |     |     |     | Ret |     |     |     | -*   | -*     |
| Nota: El Campeonato de Constructores no existió sino hasta 1958. |          |        |      |     |                     |     |     |     |     |     |     |     |     |      |        |

### Resistencia

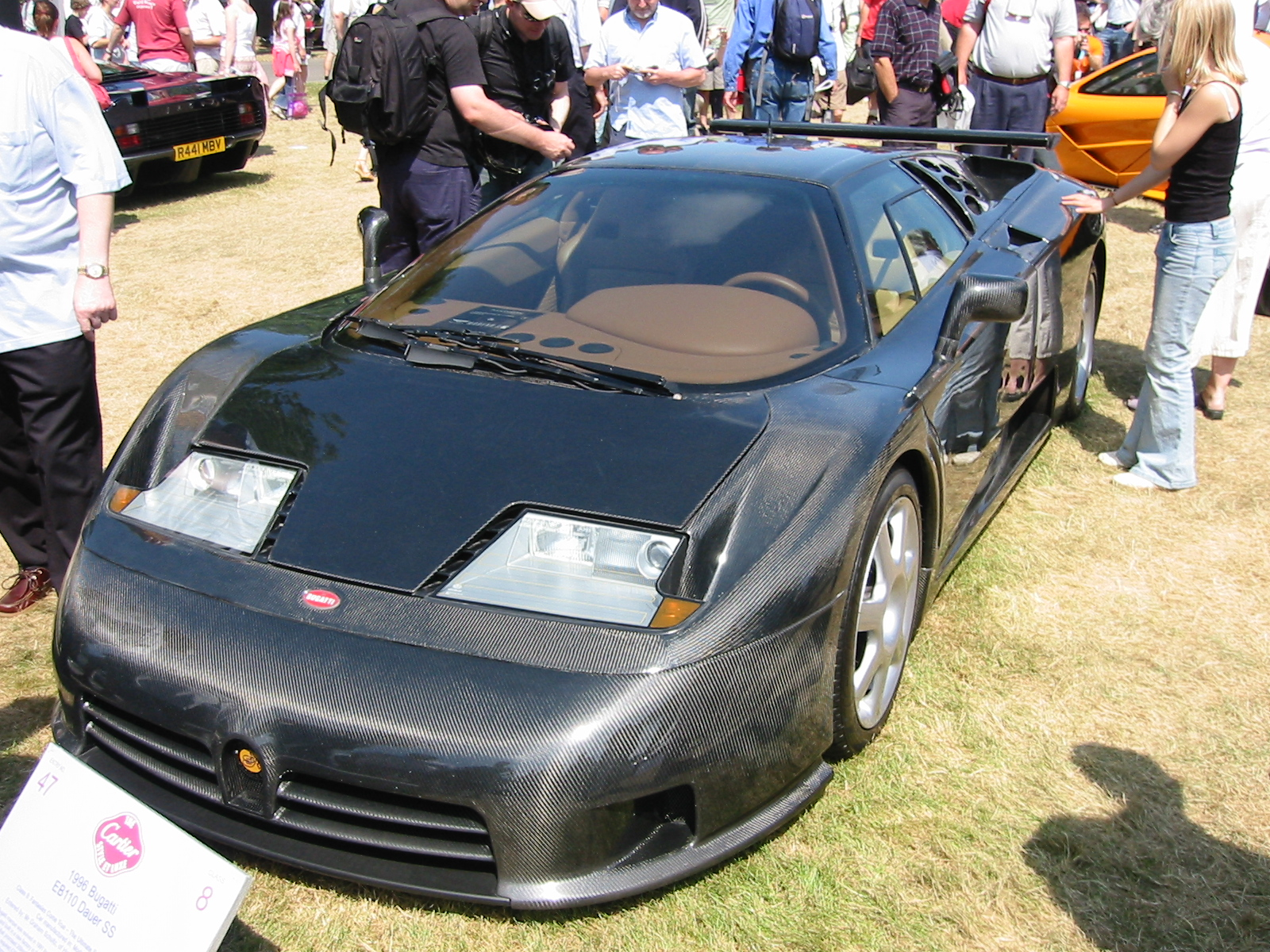
EB110 SS de 1992.

El EB110 se presentó el 15 de septiembre de 1991, exactamente 110 años después del nacimiento de Ettore Bugatti (de ahí el nombre) e inicialmente quería convertirse en el coche que provocara el renacimiento de la marca. Contaba con un motor V12 que rendía 550 CV (542 HP; 405 kW) de potencia y hasta 600 CV (592 HP; 441 kW) en su versión SuperSport, alerón trasero electrónico y las espectaculares puertas de estilo tijera.
Tan solo llegaron a fabricarse 95 unidades de la versión original y 31 de la versión SS (una de las cuales perteneció al piloto alemán de Fórmula 1, Michael Schumacher). En cuanto a la competición, su presencia fue testimonial. A pesar de ello, el EB110 es el último Bugatti en tomar parte en una carrera. Concretamente en dos; las 24 Horas de Le Mans 1994 y las 24 Horas de Daytona de 1996.
El coche no tuvo un mal rendimiento, aunque no llegó a terminar ninguna de las dos carreras por problemas técnicos. En Le Mans, se clasificó en décimoséptima posición de la general, quinta de GT1 con pilotos como Alain Cudini, Éric Hélary y Jean-Christophe Boullion pero se vieron obligados a abandonar tras 230 vueltas cuando luchaban por el podio de su categoría. En Daytona, dos años después, los pilotos incluían a Derek Hill, hijo de Phil Hill, y a Olivier Grouillard, expiloto de Fórmula 1. Se clasificaron en vigesimotercera posición sobre 76 coches, debido a que tuvieron que abandonar por problemas en la caja de cambios cuando lideraban su categoría.

#### Participaciones
- 24 Horas de Le Mans: 1937, 1939
- 24 Horas de Spa: 1934
- Targa Florio: 1925, 1926, 1927, 1928, 1929

## Gama de modelos

### Prototipos

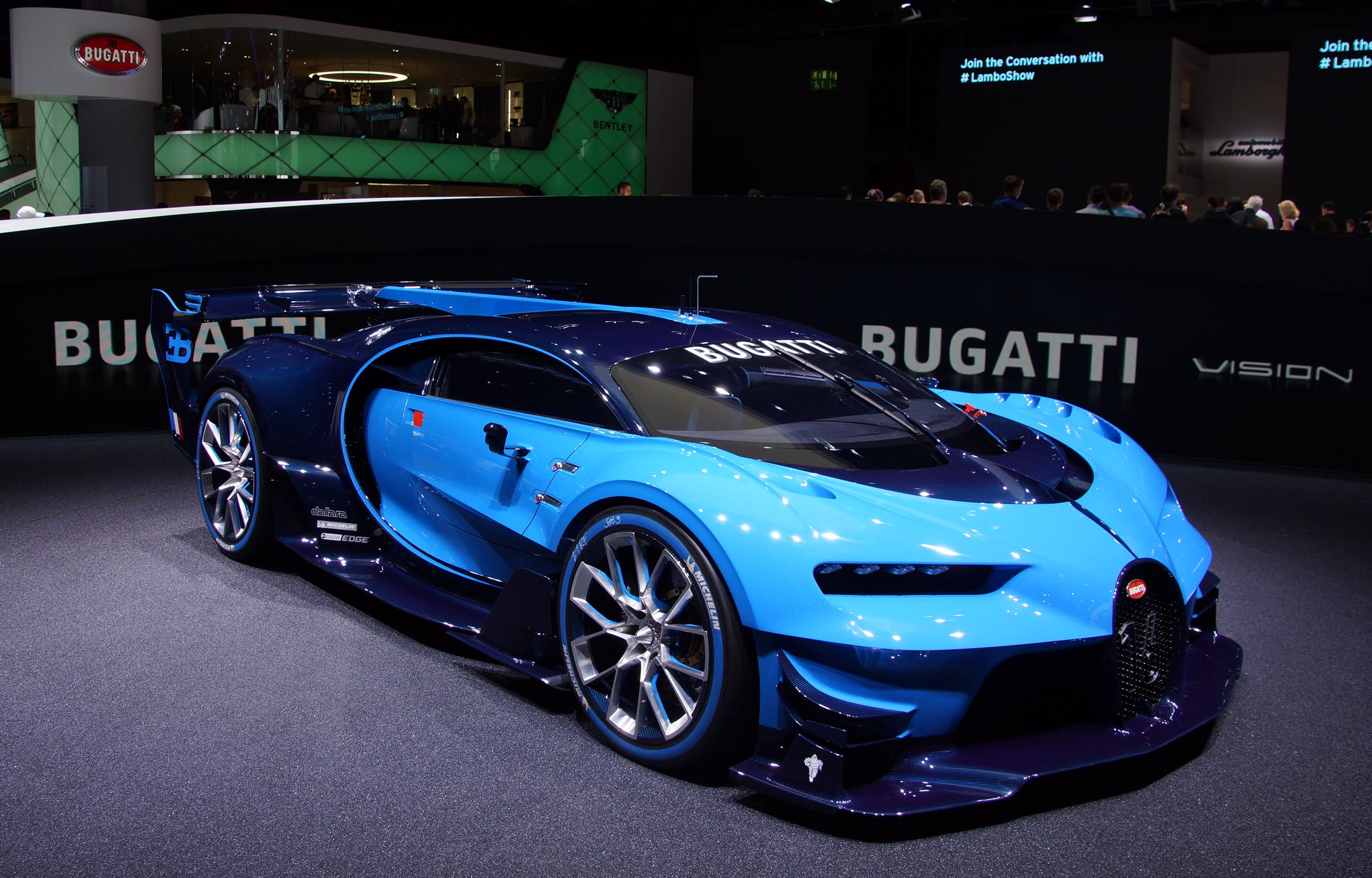
Vision Gran Turismo en el Salón del Automóvil de Fráncfort de 2015.

- 1990 - ID 90
- 1993 - EB112
- 1998 - EB118
- 1999 - EB218
- 1999 - 18/3 Chiron
- 2009 - 16C Galibier
- 2009 - Stratos
- 2015 - Vision Gran Turismo

### Actuales
|                                                  |
| Divo en el Salón del Automóvil de París de 2018. |

|             |
| Centodieci. |

|          |
| Mistral. |

|             |
| Tourbillon. |

### Anteriores
|                                                  |
| Royale Coupé Napoléon de 1929, exhibido en 2015. |

|          |
| Type 55. |

|                           |
| Type 57 Atalante de 1936. |

|                                                 |
| Vista trasera de un Type 59 Grand Prix de 1933. |

|          |
| Type 101 |

|       |
| EB110 |

|                                             |
| Veyron 16.4 en Düsseldorf en abril de 2012. |

|                                                              |
| Chiron en la casa de subastas RM Sotheby's de París en 2018. |

|                                                                |
| La Voiture Noire en el Salón del Automóvil de Ginebra de 2019. |

## Otras realizaciones
Además de sus reputados automóviles, Bugatti acometió algunas llamativas, aunque escasas, realizaciones en otros campos:

### Ferrocarriles
- Automotor Bugatti, un tren de pasajeros diseñado para aprovechar el excedente de motores del fracasado comercialmente Royale.[30]

### Aeronaves
- Model 100, un aeroplano diseñado en 1939 para competir en pruebas de velocidad.[31]